# 1896년 하계 올림픽 사격
1896년 하계 올림픽 사격은 그리스 아테네에서 개최된 1896년 하계 올림픽의 종목이다. 7개국 61명의 선수가 참가했으며, 남자 경기만 열렸다.
신축 경기장인 칼리테아 사격장에서 열린 경기는 다섯 개 세부 종목으로 나뉘어 열렸는데, 두 종목에서는 소총을, 세 종목에서는 권총을 썼다. 첫 번째 경기인 군사소총 부문에서는 목표물을 전부 맞춘 유일한 선수인 판텔리스 카라세브다스가 우승을 차지했다. 두 번째 경기인 군사권총 경기에서는 두 미국 형제인 존 페인과 섬너 페인이 1, 2위를 차지 했는데 이것은 형제가 처음으로 1, 2위를 차지한 경기이기도 하다. 관객들의 혼란을 막기 위해 형제는 둘 중 하나만 다음 경기인 자유권총 경기에 나가자고 합의를 봤으며 섬너 페인이 이 경기에 나가게 되었다. 페인은 이 종목에서 우승을 차지하며 형제가 금메달을 거뭐진 첫 경기가 되기도 했다.
페인 형제는 경기 심판들이 그들의 사격 기구가 요구되는 구경(口徑)에 적합하지 않으므로 속사권총 경기에 출전할 수 없다는 소식을 들었다. 형제의 불참 속에서 이오아니스 프란구디스가 우승을 차지했다. 마지막 종목인 자유소총 종목은 속사권총 종목과 같은 날에 열렸다. 하지만 경기가 끝나기 전에 어두워져버려서 당일에 경기를 끝내지 못했고 다음 날 아침 경기를 끝냈다. 이 경기에서는 게오르기오스 오르파니디스가 우승을 차지했다.

## 세부 종목
1896년 하계 올림픽 사격의 세부 종목은 5개 종목이며, 남자 경기만 진행되었다.
| - 소총 - 남자 200m 군사소총 - 남자 300m 자유소총 | - 권총 - 남자 25m 군사권총 - 남자 25m 속사권총 - 남자 30m 자유권총 |

## 참가국 및 참가 인원
7개국에서 61명의 선수가 참가하였다.
- 그리스 (50명)
- 덴마크 (3명)
- 미국 (3명)
- 스위스 (1명)
- 영국 (2명)
- 이탈리아 (1명)
- 프랑스 (1명)

## 메달 집계

### 최종 순위
| 순위 | 국가   | 금메달 | 은메달 | 동메달 | 합계 |
| ---- | ------ | ------ | ------ | ------ | ---- |
| 1    | 그리스 | 3      | 3      | 3      | 9    |
| 2    | 미국   | 2      | 1      | 0      | 3    |
| 3    | 덴마크 | 0      | 1      | 2      | 3    |
| 합계 | 합계   | 5      | 5      | 5      | 15   |

### 메달리스트
| 종목                      | 금                                 | 은                                 | 동                             |
| ------------------------- | ---------------------------------- | ---------------------------------- | ------------------------------ |
| 남자 200m 군사소총 자세히 | 판텔리스 카라세브다스 · 그리스     | 파블로스 파블리디스 · 그리스       | 니콜라스 트리쿠피스 · 그리스   |
| 남자 300m 자유소총 자세히 | 게오르기오스 오르파니디스 · 그리스 | 이오아니스 프란구디스 · 그리스     | 비고 옌센 · 덴마크             |
| 남자 25m 군사권총 자세히  | 존 페인 · 미국                     | 섬너 페인 · 미국                   | 니콜라스 모라키스 · 그리스     |
| 남자 25m 속사권총 자세히  | 이오아니스 프란구디스 · 그리스     | 게오르기오스 오르파니디스 · 그리스 | 올게르 루이스 닐센 · 덴마크    |
| 남자 30m 자유권총 자세히  | 섬너 페인 · 미국                   | 올게르 루이스 닐센 · 덴마크        | 이오아니스 프란구디스 · 그리스 |

## 같이 보기
- 올림픽 사격 메달리스트 목록

## 참고 문헌
- 국제 올림픽 위원회 - 1896년 하계 올림픽 사격 경기 결과
- Lampros, S.P.; Polites, N.G.; De Coubertin, Pierre; Philemon, P.J.; & Anninos, C. (1897). 《The Olympic Games: BC 776 – AD 1896》. Athens: Charles Beck. (Digitally available at  보관됨 2013-01-16 - 웨이백 머신)
- Mallon, Bill; & Widlund, Ture (1998). 《The 1896 Olympic Games. Results for All Competitors in All Events, with Commentary》. Jefferson: McFarland. ISBN 0-7864-0379-9. (Excerpt available at )
- Smith, Michael Llewellyn (2004). 《Olympics in Athens 1896. The Invention of the Modern Olympic Games》. London: Profile Books. ISBN 1-86197-342-X.

| 올림픽 사격 |                                     |           |
|             | 1896년 하계 올림픽 사격 아테네 1896 | 다음 대회 |
|             | 1896년 하계 올림픽 사격 아테네 1896 | 파리 1900 |